# Équipe d'Allemagne de l'Est de football en 1980
Il s'agit des matchs de la sélection est-allemande au cours de l'année 1980. Sept matchs se déroulent durant cette année-là.

## Matchs et résultats
| Match amical                                | Espagne | 0 – 1   | Allemagne de l'Est | Stade La Rosaleda, Malaga                              |                                                        |
| 13 février 1980 · Historique des rencontres |         | (0 - 0) | 57e Streich        | Spectateurs : 35 000 Arbitrage : André Daina ( Suisse) | Spectateurs : 35 000 Arbitrage : André Daina ( Suisse) |

| Match amical                             | Roumanie                     | 2 – 2   | Allemagne de l'Est        | Stade du 23 août, Bucarest                           |                                                      |
| 2 avril 1980 · Historique des rencontres | Sandu 31e · Dörner 61e (csc) | (1 - 0) | 78e Streich · 89e Schmuck | Spectateurs : 20 000 Arbitrage : M.Lukov ( Bulgarie) | Spectateurs : 20 000 Arbitrage : M.Lukov ( Bulgarie) |

| Match amical                              | Allemagne de l'Est      | 2 – 0   | Grèce | Stade central, Leipzig                                  |                                                         |
| 16 avril 1980 · Historique des rencontres | Weber 64e · Streich 69e | (0 - 0) |       | Spectateurs : 20 000 Arbitrage : M. Mansson ( Danemark) | Spectateurs : 20 000 Arbitrage : M. Mansson ( Danemark) |

| Match amical                           | Allemagne de l'Est       | 2 – 2   | Union soviétique                | Ostsee-Stadion, Rostock                                |                                                        |
| 7 mai 1980 · Historique des rencontres | Kühn 28e · Terletzki 88e | (1 - 1) | 11e Gazzaev · 76e (pen.) Buryak | Spectateurs : 20 000 Arbitrage : M. Geurds ( Pays-Bas) | Spectateurs : 20 000 Arbitrage : M. Geurds ( Pays-Bas) |

| Match amical                               | Tchécoslovaquie | 0 – 1   | Allemagne de l'Est | Strahov-Stadium, Prague                              |                                                      |
| 8 octobre 1980 · Historique des rencontres |                 | (0 - 1) | 17e Streich        | Spectateurs : 8 000 Arbitrage : M. Bucek ( Autriche) | Spectateurs : 8 000 Arbitrage : M. Bucek ( Autriche) |

| Match amical                                | Allemagne de l'Est | 0 – 0   | Espagne | Estadio Maracana, Rio de Janeiro                               |                                                                |
| 15 octobre 1980 · Historique des rencontres |                    | (0 - 0) |         | Spectateurs : 30 000 Arbitrage : M. Veverka ( Tchécoslovaquie) | Spectateurs : 30 000 Arbitrage : M. Veverka ( Tchécoslovaquie) |

| Match amical                                 | Allemagne de l'Est       | 2 – 0   | Hongrie | Kurt-Wabbel-Stadium, Halle                                 |                                                            |
| 19 novembre 1980 · Historique des rencontres | Trocha 24e · Streich 32e | (2 - 0) |         | Spectateurs : 14 000 Arbitrage : Adolf Mathias ( Autriche) | Spectateurs : 14 000 Arbitrage : Adolf Mathias ( Autriche) |